# Motyka

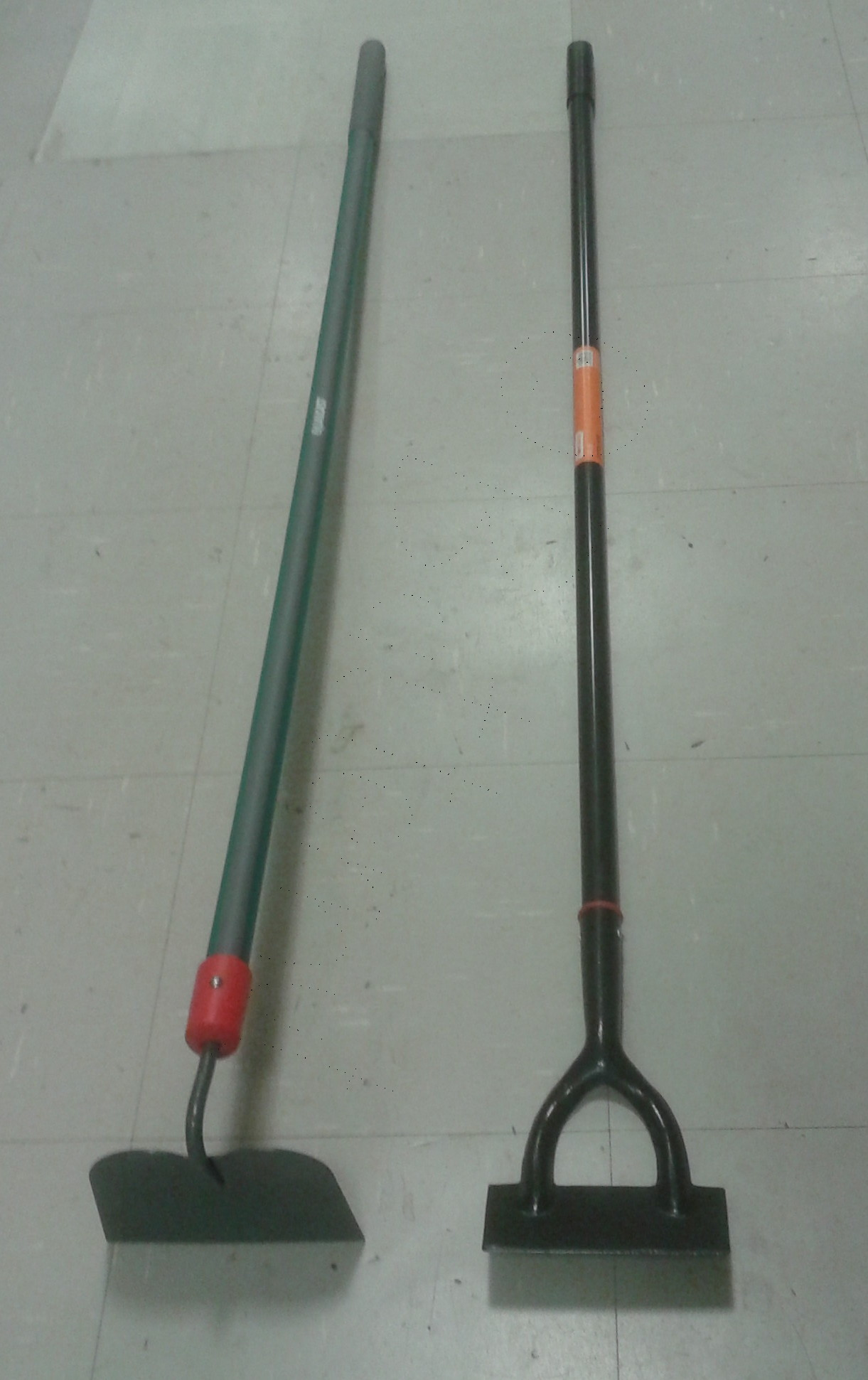
Nowoczesne motyki, rozpowszechnione przez Franciszka Kwietniewskiego

Motyka (kopaczka) – narzędzie ręczne służące do spulchniania gleby, kopczykowania roślin, zwalczania chwastów; wykorzystywana głównie w ogrodnictwie i rolnictwie.
Motyka zbudowana jest z płaskiego ostrza, najczęściej żelaznego, osadzonego na długim, drewnianym trzonku, prawie prostopadle do tego trzonka. Ostrze to może mieć różny kształt i wielkość.
Jest to jedno z najstarszych narzędzi – motyka z kamiennym ostrzem znana była już w neolicie.